# 貢覺仲尼
贡觉仲尼（藏語：དཀོན་མཆོག་འབྱུང་གནས།，威利转写：dkon-mchog-'byung-gnas，1883年—1944年3月8日）（原译棍卻仲尼，1931年底由其本人改为贡觉仲尼），藏族，西藏拉萨人，西藏政治人物。

## 生平
贡觉仲尼8岁（虚岁，下同）在色拉寺出家，12岁受班第戒，20岁受格隆戒，26岁考取资林巴，在色拉寺得噶什名号，30岁考取拉林巴，35岁任色拉寺大格斯贵（即堪布喇嘛）。他是色拉寺麦巴札仓格西。1923年8月，他奉派接替驻京堪布、雍和宫札萨克喇嘛罗桑策殿（又作罗桑策垫）之职。1926年8月，他作为西藏的代表，被北洋政府聘为国宪起草委员会委员。1928年，国民革命军总司令蒋介石到北平参访雍和宫，会晤贡觉仲尼。1929年6月，他应邀赴南京参加孙中山奉安大典，但因病而未赶到，遂于8月改赴山西会见蒙藏委员会委员长阎锡山，转达十三世达赖的三点声明。9月3日，他到南京拜见蒋介石，转达了十三世达赖的态度。1929年12月，他任国民政府的赴藏慰问专员，代表国府赴西藏会见十三世达赖等西藏高层人士。
1930年3月，他被十三世达赖任命为西藏驻京总代表，驻南京，负责沟通和国民政府的关系，并筹备成立西藏驻京办事处。1931年，西藏驻京办事处在南京成立，贡觉仲尼任第一任处长。此时他已改用“贡觉仲尼”为汉译名。1931年5月，他作为十三世达赖的代表，和其他5个人参加了国民会议。1931年九一八事变后，他和在南京的其他藏族人士成立了康藏旅京同乡抗日救国会，并率西藏驻京办事处人员参加了康藏同胞抗日大游行。在南京期间，他和西藏驻京办事处其他官员一起加入了中国国民党，并于1931年参加了中国国民党第四次全国代表大会，1935年参加了中国国民党第五次全国代表大会。他还历任蒙藏委员会委员、常委，中国国民党中央执行委员会委员，立法院第三届立法委员等职务。
1936年4月，他回到西藏，任布达拉宫大喇嘛，获授札萨衔。1940年，西藏噶厦任命他为外交局副局长。
1944年3月8日贡觉仲尼逝世，享年61岁。

## 著作
- 达赖事略